# Peter Julinschöld
Peter Julinschöld (före adlandet Julin), född 27 maj 1709 vid Nyhammars bruk i Heds socken, död 14 februari 1768 i Uppsala, var en svensk företagare.
Peter Julinschöld var son till bruksägaren Anders Persson Julin. Han blev student vid Uppsala universitet 1717, promoverades 1737 som primus till filosofie magister och blev samma år docent på avhandlingen De democratia literaria (1735–1737). Julinschöld var 1743 uppsatt i första förslagsrummet till professuren i poetik. 1747 erhöll han hovintendents titel, och 1756 adlades han. 

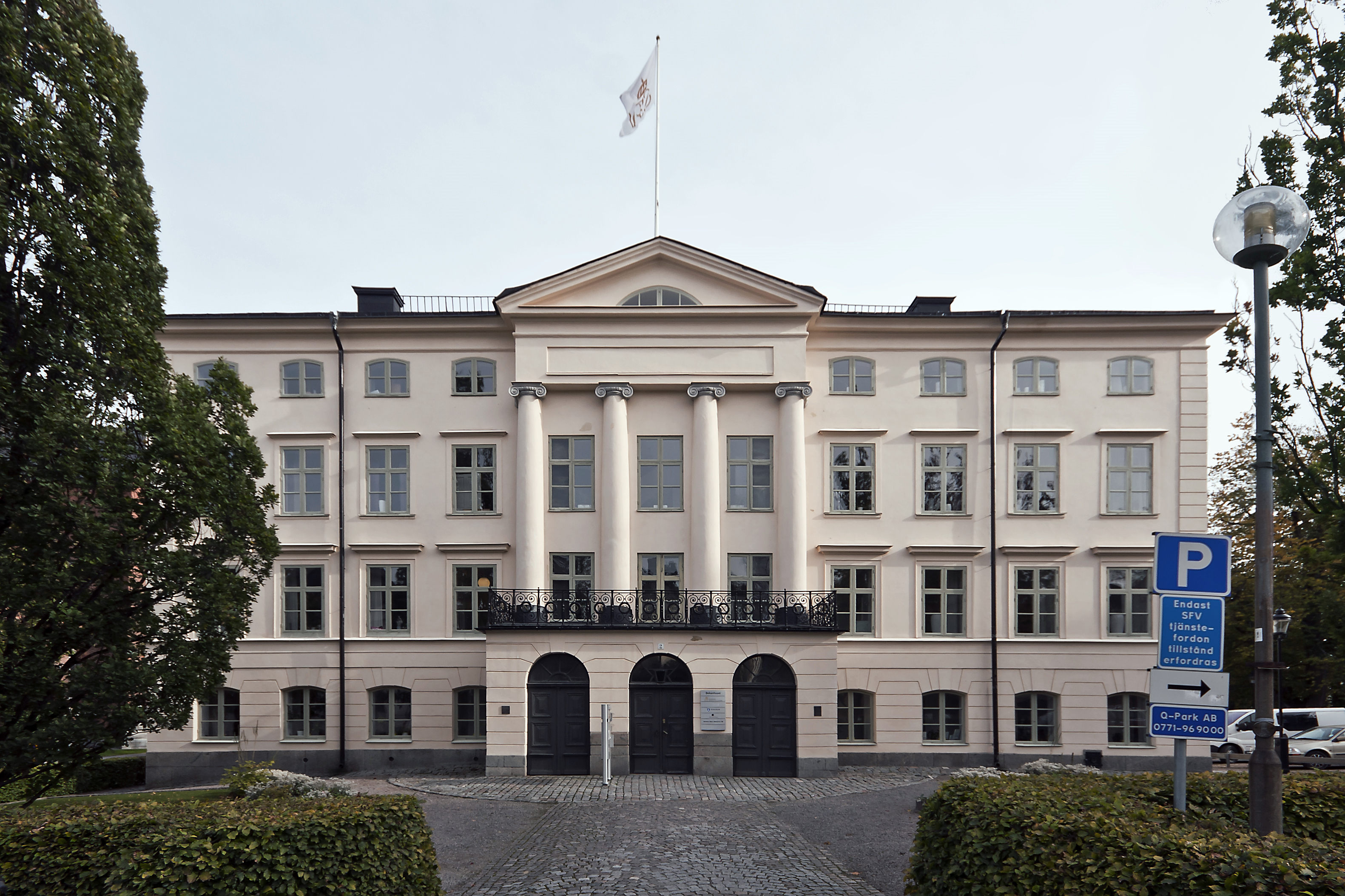
Peter Julinschöld palats, numera Dekanhuset.

1731–1738 var Julinschöld informator för sedermera kammarherren Jöns Steuch, son till ärkebiskopen Johannes Steuchius. Han förordnades 1738 till vikarierande räntmästare och var från 1740 till sin död räntmästare vid Uppsala universitet. Från 1755, då hans företrädare avlidit, uppbar han hela den till ämbetet hörande inkomsten, som motsvarade tre professorslöner. Han skötte sin syssla med stor skicklighet, och hade en betydande maktställning vid universitetet.
Julinschöld tillhörde hattpartiet, och hans inflytande över universitetsfrågor i allmänhet, särskilt utnämningar ansågs vara stort. Sin stora förmögenhet investerade han i egendoms- och bruksaffärer och han ägde gårdar och bruksdelar främst i Uppland och Västmanland. Han mottog även pengar från många uppsalaborgare mot god ränta. 
Genom mösspartiets mot den våldsamma spekulationen riktade penningpolitik ruinerades Julinschöld helt. Trots desperata räddningsförsök, bland annat tillgrepp på över 120 000 daler silvermynt ur universitetets kassa måste Julinschöld i januari 1768 begära sig i konkurs. Han hade då en skuld på över elva tunnor guld. Han sägs ha dött i grämelse över sitt fall. Uppsala universitet fick överta en del av hans egendom, bland annat hans hus i Uppsala, stadens då ståtligaste privata palats, där han så sent som 1767 mottagit kronprinsparet som gäster.